# Stenotarsus nobilis
Stenotarsus nobilis es una especie de coleóptero de la familia Endomychidae.

## Distribución geográfica
Habita en Burma.